# Ушаково (Чагодощенский район)
Ушаково — деревня в Чагодощенском районе Вологодской области.
Входит в состав Первомайского сельского поселения, с точки зрения административно-территориального деления — в Первомайский сельсовет.
Расположена на правом берегу реки Смердомка. Расстояние по автодороге до районного центра Чагоды — 28 км, до центра муниципального образования посёлка Смердомский — 3 км. Ближайшие населённые пункты — Заручевье, Новинка, Смердомля.
По данным переписи в 2002 году постоянного населения не было.